# Tethysaurus nopcsai
Il tetisauro (Tethysaurus nopcsai) è un rettile marino estinto appartenente agli squamati, vissuto nel Cretaceo superiore (Turoniano inferiore, circa 90 milioni di anni fa). I suoi resti fossili sono stati ritrovati in Marocco.

## Descrizione
Conosciuto per parte del cranio e dello scheletro rinvenuti nella regione di Goulmima nel Marocco meridionale, questo rettile è stato classificato nel gruppo dei mosasauroidi (Mosasauroidea). Come tutti gli appartenenti a questo gruppo, Tethysaurus possedeva un corpo allungato e snello, con una coda appiattita lateralmente e zampe corte e piatte, simili a natatoie. A Tethysaurus sono stati riferiti altri tre esemplari, uno dei quali consta di uno scheletro quasi completo con tanto di cranio. Tethysaurus doveva raggiungere i tre metri di lunghezza.

## Classificazione
Tethysaurus è stato descritto per la prima volta nel 2003. Il cranio, caratterizzato da due regioni posteriori appuntite, richiama quello dei mosasauridi veri e propri, ma altre caratteristiche indicano che questo animale era strettamente imparentato con gli aigialosauridi. Dal momento che quest'ultima famiglia risale al Cenomaniano (circa 100 milioni di anni fa) e i primi mosasauridi sono del Turoniano medio – superiore, Tethysaurus (Turoniano inferiore), nello studio della prima descrizione Tethysaurus è risultato essere stato un anello di congiunzione fra i due gruppi. Uno studio successivo (Polcyn e Bell, 2005) ha invece messo in luce strette affinità con alcuni rappresentanti primitivi dei mosasauridi (Russellosaurus e Yaguarasaurus), vissuti anch'essi nel Turoniano.

## Etimologia
Il nome Tethysaurus è un riferimento alla dea greca del mare, Teti, e al tempo stesso all'oceano Tetide, un antico mare tra l'Europa meridionale e il Nordafrica. L'epiteto specifico onora il barone Franz Nopcsa, un paleontologo ungherese che compì i primi studi sugli squamati acquatici del Cretaceo del Mar Adriatico.